# Anopheles nigritarsis
Anopheles nigritarsis är en tvåvingeart som beskrevs av Carlos Chagas 1907. Anopheles nigritarsis ingår i släktet Anopheles och familjen stickmyggor. Inga underarter finns listade i Catalogue of Life.